# Marta Konarzewska
Marta Konarzewska (ur. 11 listopada 1977 w Warszawie) – polska scenarzystka, dramaturżka, badaczka kultury, polonistka.

## Życiorys
Wychowała się w Łodzi, dokąd przeprowadziła się z rodzicami w wieku 2 lat. Uczęszczała do klasy o profilu teatralno-filmowym w VI LO im. Joachima Lelewela. Skończyła filologię polską na Wydziale Filologii Uniwersytetu Łódzkiego. Temat pracy magisterskiej „Mimesis w polskiej literaturze współczesnej” poświęconej m.in. Oldze Tokarczuk. Po studiach podjęła pracę w kilku łódzkich liceach ogólnokształcących jako nauczycielka języka polskiego. Jest też absolwentką studiów gender studies na Uniwersytecie Warszawskim.

### Działalność publiczna
Karierę nauczycielską zakończyła w 2010 r., gdy stanęła w obronie uczennic liceum, które opublikowały zdjęcie mogące mieć charakter lesbijski. Została zmuszona do odejścia pod naciskiem dyrekcji szkoły. Incydent  opisała w tekście pt. „Jestem nauczycielką, jestem lesbijką” na łamach „Gazety Wyborczej”.
Przeprowadziła się do Warszawy, gdzie kontynuowała działania na rzecz praw kobiet i osób LGBT. Była współzałożycielką i wiceredaktorką pisma „Furia-nieregularnik lesbijsko-feministyczny”, kierowanego przez Annę Laszuk. W 2010 roku wraz z Piotrem Pacewiczem opublikowała książkę „Zakazane miłości. Seksualność i inne tabu”, będącą zbiorem wywiadów oscylujących wokół tematu tożsamości, seksualności, pożądania i płci. Książką ujawniła jej zainteresowania krytyką kultury z perspektywy camp i queer.
Współpracowała z Krytyką Polityczną jako publicystka, recenzentka literacka i filmowa, redaktorka oraz nauczycielka. Prowadziła regularne zajęcia z młodzieżą „Czytaj dalej” i dyskusyjny klub czytelniczy. Publikowała w „Dzienniku Opinii”, „Codzienniku Feministycznym” i „Gazecie Wyborczej”.

### Twórczość
W 2018 roku była współautorką scenariusza filmu „Nina”, w reżyserii Olgi Chajdas – film miał premierę na Międzynarodowym Festiwalu Filmowym w Rotterdamie, gdzie zdobył nagrodę VPRO Big Screen Award; został też nagrodzony nagrodą Złotego Pazura na Festiwalu Polskich Filmów Fabularnych w Gdyni. W 2018 r. otrzymała Nagrodę Główną oraz Nagrodę Specjalną ZAiKS w Konkursie Script Pro za scenariusz „Włast” na podstawie życia Marii Komornickiej / Piotra Własta. Współpracowała przy pisaniu scenariusza filmu „Wszystkie nasze strachy” z 2021 r. w reż. Łukasza Rondudy i Łukasza Gutta oraz filmu „Chleb i sól” z 2022 r. w reżyserii Damiana Kocura. W 2018 r. podjęła współpracę z Starym Teatrem im. H. Modrzejewskiej w Krakowie. Jest autorką scenariuszy sztuk „Panny w Wilka” i „Trąbka do Słuchania” w reżyserii Agnieszki Glińskiej oraz „Strasznie śmieszna na podstawie Okropnie smutne” w reżyserii Ewy Kaim. Współautorka adaptacji powieści „Cwaniary” Sylwii Chutnik, wystawionej w Teatrze Polonia w Warszawie. Współautorka książki „Małga – córka Kubiaków” na podstawie rozmów z Małgorzata Kubiak, córką Tadeusza Kubiaka. Z reżyserem Damianem Kocurem napisała scenariusz filmu „Pod wulkanem”, który w 2024 r. został polskim kandydatem do Oscara w kategorii najlepszy film międzynarodowy.

### Kontrowersje
W roku 2015 została wyproszona z Parady Równości. Organizatorzy argumentowali, że naruszyła regulamin zgromadzenia, prezentując półnagość. W roku 2022 wygrała sprawę przeciw Stowarzyszeniu Rodzin Wielodzietnych, które wykorzystało jej wizerunek w kampanii ostrzegającej przed edukacją antydyskryminacyjną. Stowarzyszenie było reprezentowane w sprawie przez prawników Ordo Iuris.